# Confidences à un inconnu
Confidences à un inconnu és una pel·lícula francesa-italià-russa dirigida per Georges Bardawil i estrenada el 1995.

## Argument
A Rússia el 1907, el ric marit d'una burgesa és assassinat. Se la sospita igual que els seus dos amants, però resulta que va conèixer un desconegut al mercat d'ocells, just abans de l’assassinat.

## Repartiment
- Sandrine Bonnaire : Natalia
- William Hurt (doblat per Féodor Atkine) : l'estranger
- Jerzy Radziwilowicz : Modeste
- Denis Siniavski : Volodia
- Aleksandr Kaidanovski : Kriouchoff
- Marie Dubois : la mare
- Marina Golovin : Lydia
- Olga Volkova : la menjadora de cebes
- Alissa Freindlich
- Larissa Guzeieva : Katia

## Critiques
La revista Les Inrocks compara la pel·lícula a L'última nit de Borís Gruixenko de Woody Allen, però la considera molt menys reeixida.
| « | «Aquesta opera prima, plena d'escenes maternes, del rus-francès G. Bardawil que la va escriure amb Gilles Laurent és un timbal europeu indigerible per finançament, però, en essència, una pel·lícula russa per història, ambientació (San Petersburg), producció, direcció, tècnics i alguns actors, dirigits d'una manera incòmoda...» | » |